# 岡津バスストップ
岡津バスストップ（おかつバスストップ）は、静岡県掛川市の東名高速道路本線上にあるバス停留所施設である。停留所名は東名岡津（とうめいおかつ）。
東名ハイウェイバスの特急・急行便が停車する。

## 概説
ヤマハ掛川工場前付近にある。

## 歴史
- 1969年6月10日開設

## 隣接のバス停
- 東名ハイウェバス
袋井BS - 岡津BS - 掛川BS

## 乗り換え
- 天竜浜名湖鉄道天竜浜名湖線 桜木駅 - 1.3km 徒歩16分
  - 遠州森 天竜二俣方面
  - 掛川方面

## 距離
- 東京駅から235.3km

## バスストップ周辺
- ヤマハ掛川工場
  - ヤマハハーモニープラザ
- ヤマハピアノテクニカルアカデミー
- ヤマハ発動機ヤマハテクニカルセンター
- ドーピー建設工業中部支店
- 仲道寺 - 旧東海道